# Cineastes contra magnats
Cineastes contra magnats és una pel·lícula documental, dirigida l'any 2005 per Carlos Benpar i presentada per Marta Belmonte. Ha estat doblada al català i emesa a TV3 el 14 de juliol de 2008.

## Argument
Documental sobre les alteracions que el mitjà audiovisual ha inclòs en la cinematografia, des del canvi de velocitat de les pel·lícules mudes fins a l'acolorit electrònic de films rodats en blanc i negre, vist des de la perspectiva de la lluita que sol enfrontar a l'esperit creador contra el manipulador i que, abans de res, pretén ser un manifest en defensa dels drets morals de l'autor cinematogràfic sobre la seva obra enfront de les manipulacions a les quals "obliga" el mitjà audiovisual.

## Participants
- Woody Allen
- Marco Bellocchio
- Jack Cardiff
- Henning Carlsen
- Manuel De Sica
- Stanley Donen
- Richard Fleischer
- Milos Forman
- Luis García Berlanga
- Adoor Gopalakrishnan
- Robert Ellis Miller
- Giuliano Montaldo
- Maurizio Nichetti
- José María Nunes
- Arthur Penn
- Sydney Pollack
- Elliot Silverstein
- Vilgot Sjöman
- Liv Ullmann
- Daniel Medrán

## Premis
- Goya a la millor pel·lícula documental l'any 2006.[5][6]